# Трауп, Том
Том Трауп (англ. Tom Troupe; 15 июля 1928, Норт-Канзас-Сити, Миссури, США — 20 июля 2025, Беверли-Хиллз, Калифорния, США) — американский актёр театра и кино, писатель.

## Биография
Родился 15 июля 1928 года в городе Норт-Канзас-Сити штата Миссури, где и вырос.
В начал 1950-х годов учился у преподавателя Ута Хагена в студии актёра Херберта Бергхофа в Манхэттене. В 1957 году состоялся его первый дебют на Бродвее в роли Питера в оригинальной бродвейской постановке «Дневник Анны Франк». Будучи только театральным актёром, много лет играл в различных театральных постановках, в том числе в «Лев зимой» и других. Официальные работы в кинематографии насчитывают десятки фильмов.
Скончался 20 июля 2025 года на 98-м году жизни у себя в доме в Беверли-Хиллз штата Калифорния.

## Избранная фильмография
- 1957 — The Big Fisherman — Джеймс
- 1967 — Звёздный путь: Оригинальный сериал — Харольд
- 1967 — Миссия невыполнима — Дэвид Дэй
- 1968 — Sofi — Клерк
- 1968 — Бригада дьявола — рядовой Аль-Манелла
- 1969 — Че! — Фелипе Муньос
- 1970 — Герои Келли — капрал Джоб
- 1971 — Making It — Доктор Шуртлефф
- 1980 — PSI Factor — роль
- 1986 — Cheers (сезон 5) — Судья Уильям Э. Грей
- 1987 — Летняя школа — судья
- 1991 — Мой личный штат Айдахо — Джек Фэйвор, отец Скотта

## Звания и награды
- Удостоен вместе с женой, актрисой Кэрол Кук премии «Овация» за выдающиеся достижения в карьере (2002)[1].